# Cova Figueira
Cova Figueira è un centro abitato di Capo Verde, situato sull'isola di Fogo.